# قاشقال تپه
قاشقال تپه در شهرستان ترکمن، بخش گمیشان، روستای سقرتپه واقع شده و این اثر در تاریخ ۱۰ خرداد ۱۳۸۲ با شمارهٔ ثبت ۸۸۸۰ به‌عنوان یکی از آثار ملی ایران به ثبت رسیده است.